# Pietro Giudici
Pietro Giudici (Vergiate, Llombardia, 28 de juliol de 1921 - Binago, 11 de novembre de 2002) va ser un ciclista italià, professional entre 1946 i 1957. Les principals victòries les aconseguí al Giro d'Itàlia, on guanyà tres etapes, el 1951, 1953 i 1954.

## Palmarès
- 1948
  - 1r al Giro del Lazio
- 1951
  - Vencedor d'una etapa al Giro d'Itàlia
- 1953
  - Vencedor d'una etapa al Giro d'Itàlia
- 1954
  - Vencedor d'una etapa al Giro d'Itàlia
- 1955
  - 1r a Locarno (amb Agostino Coletto i Gastone Nencini)

### Resultats al Giro d'Itàlia
- 1950. 10è de la classificació general
- 1951. 24è de la classificació general. Vencedor d'una etapa
- 1952. 42è de la classificació general
- 1953. 11è de la classificació general. Vencedor d'una etapa
- 1954. 28è de la classificació general. Vencedor d'una etapa
- 1955. 25è de la classificació general
- 1956. 15è de la classificació general
- 1957. 61è de la classificació general

### Resultats al Tour de França
- 1955. 30è de la classificació general
- 1956. 42è de la classificació general